# 常胜乡
常胜乡，是中华人民共和国黑龙江省伊春市嘉荫县下辖的一个乡镇级行政单位。

## 行政区划
常胜乡下辖以下地区：
常家村、河口村、营林村、平阳河村、勤俭村、临江村、江南村、通河村和桦树林子村。